# Ella Holm Bull
Ella Holm Bull, född Joma den 12 oktober 1929 i Røyrvik i Norge, död den 21 september 2006 på Snåsa, var en norsk författare och lärare av samisk börd som arbetade för det sydsamiska språket i många år. Tillsammans med den norske språkforskaren Knut Bergsland skapade hon den sydsamiska ortografin Bergsland-Bull-ortografin 1974.
Holm Bull fick åtskilliga utmärkelser för sitt arbete med sydsamiska, bland annat det först utdelade Gollegiellapriset, 2004.